# ترافيس هانا
ترافيس هانا (بالإنجليزية: Travis Hannah)‏ هو لاعب كرة قدم أمريكية أمريكي، ولد في 31 يناير 1971 في لوس أنجلوس في الولايات المتحدة.